# Nuxis
Nuxis település Olaszországban, Szardínia régióban, Carbonia-Iglesias megyében. Lakosainak száma 1436 fő (2023. január 1.). Nuxis Narcao, Santadi, Siliqua, Villaperuccio és Assemini községekkel határos.

## Népesség
A település lakossága az elmúlt években az alábbi módon változott:
| Lakosok száma | 1561 | 1557 | 1436 |
|               | 2017 | 2018 | 2023 |